# عبد الله خريبط
عبد الله خريبط هو ممثل ومخرج ومسرحي كويتي راحل من جيل الرواد (1 يناير 1934 - 23 مايو1997) وبدأ المجال الفني 1956 - 1979

## مجاله الفني
درس الفنان الراحل في مدرسة ملا بلال ثم في مدرسة زكريا ثم المدرسة المباركية 1946. شارك مع فرقة الكشاف الوطني 1954 وساهم في تأسيس فرقة تمثيلية انبثقت عنها، دعيت «فرقة المسرح الشعبي» ومعها بدأ العمل في المسرح المرتجل 1955 ، 

## أعماله في التمثيل
- زوج سعيد جدا جدا - سباعية
- شمعة تحترق
- درب الزلق
- الركادة زينة
- الملقوف
- شرباكة
- بس يا بحر
- بس يابحر
- الإنسان هو الإنسان
- وبدأ الحب
- أجلح وأملح
- الأيدي الخشنة
- الجنون فنون
- استارثوني وأنا حي
- عمارة المعلم كندوز
- صقر قريش
- لا فات الفوت ما ينفع الصوت
- إبن جلا
- مالك إلا خشمك ولو كان عوج
- طريق الشوك
- زوجتي والصيف

## أعماله في الإخراج
- الجنون فنون
- سكانه مرته

## وفاته
توفي في 23 مايو 1997

## روابط خارجية
- عبد الله خريبط على موقع قاعدة بيانات الأفلام العربية